# يو إف سي على إي إس بي إن: وودلي ضد بيرنز
يو إف سي على إي إس بي إن: وودلي ضد بيرنز (بالإنجليزية: UFC on ESPN: Woodley vs. Burns)‏ (المعروف أيضًا باسم يو إف سي على إي إس بي إن ويو إف سي فيغاس) هو حدث لفنون القتال المختلطة نظمته يو إف سي، وأُقيم في 30 مايو 2020، على يو إف سي أبيكس في إنتربرايز، نيفادا، وهي جزء من منطقة لاس فيغاس الحضرية، الولايات المتحدة.